# لاري ألان بورنس
لاري ألان بورنس (بالإنجليزية: Larry Alan Burns)‏ هو محامي وقاضي أمريكي، ولد في 1954 في باسادينا في الولايات المتحدة.